# Zamek w Putywlu
Zamek w Putywlu – warownia wybudowana w Putywlu przy ujściu rzeki Putywlka do Sejmu.

## Położenie
W pobliżu kościoła pw. św. Mikołaja w Putywlu znajdują się pozostałości fortyfikacji XVII-wiecznych, z bramami i kilkoma wieżami, z których jedną zbudowano jako wieżę dzwonniczą w 1700 r. Pod koniec XIX w. widoczne były jeszcze wały okalające zamek.

## Historia
W 1500 r. wnuk Aleksandra (Leksy) Glińskiego, Bohdan, bronił się w Putywlu przed wojskami moskiewskimi, a następnie trafia do niewoli po zajęciu tego miasta. Podczas wojny polsko-rosyjskiej armia Jeremiego Wiśniowieckiego w 1633 r. mijając Putywl zaczęła oblegać tę twierdzę, ponieważ Kozacy zaporoscy obiecali, że zdobędą ją w ciągu trzech dni. W razie braku zgody grozili odejściem. Jeremi Wiśniowiecki zmuszony był przystać na ich żądania. Z tego powodu jego armia, zamiast iść na odsiecz Smoleńskowi, 24 maja 1633 r. przystąpiła do oblężenia Putywla, które trwało do 19 czerwca. Kozacy, wbrew deklaracjom, nie chcieli walczyć, toteż Wiśniowiecki spędził okolicznych chłopów, którzy zasypali fosę, po czym z kilku dział zaczął ostrzeliwać mury, aby dokonać wyłomu. Ponieważ ostrzał nie przyniósł spodziewanych rezultatów, Wiśniowiecki postanowił porzucić oblężenie i ruszyć na Smoleńsk.